# كيدغن
كيدغن، هو مشهد ترفيهي يستخدم بين المشاهد الأساسية في التراجيديا. يعتبر ويليام شكسبير هو أول من استعمل هذه الطريقة في مسرحياته، كما نشاهد في مشهد حفار القبور في مسرحية هاملت، وذلك لترويح عن النفس للمتفرجين.